# Arystokracja podziemi (film 1933)
Arystokracja podziemi (ang. Lady for a Day) – amerykański film komediowy z 1933 roku. Adaptacja opowiadania Damona Runyona.

## Treść
Annie jest ubogą sprzedawczynią jabłek. Jej radością życia jest korespondencja jaką prowadzi z córką studiującą w Hiszpanii. Pewnego razu córka oświadcza jej listownie, że przybywa do niej wraz ze swoim bogatym narzeczonym. Annie z pomocą przyjaciela postanawia dobrze przygotować się do wizyty i na ten jeden dzień wyglądać jak dama.

## Główne role
- May Robson – Annie / Pani E. Worthington Manville
- Warren William – Dave
- Halliwell Hobbes – John, lokaj
- Guy Kibbee – sędzia Henry G. Blake
- Robert Emmett O’Connor – Inspektor MacCreary
- Hobart Bosworth – Gubernator
- Barry Norton – Carlos Romero
- Nat Pendleton – Shakespeare
- Jean Parker – Louise
- Walter Connolly – Hrabia Romero
- Ned Sparks – Szczęśliwy McGuire